# 李珮菁
李珮菁（1956年5月28日—），台灣女歌手，以〈我愛月亮〉一曲走紅，但在23歲時因脊椎手術失敗造成從此下半身癱瘓。

## 生涯
國中二年級時，全家搬至臺北，但因父親經營的工廠倒閉，因此放棄學業來解決家中困境。
1969年李珮菁參加臺視《五燈獎》的歌唱比賽獲得冠軍，1975年加盟麗歌唱片，1976年的〈我愛月亮〉一曲開始走紅，接著〈月下年輕人〉一曲也很受歡迎。1979年去醫院動脊椎手術卻造成了下半身癱瘓，也導致了演藝事業停擺多年，直至1991年復出發行專輯《唐詩三百首》。
1981年，以自己在臺視的電視專輯《無限關懷》獲頒第16屆金鐘獎特別獎。1985年，與歐陽正夷結婚。
2013年，李珮菁因要賣掉位於臺北市精華地段的房子而與父母關係絕裂，更被母親控告偽造文書；2013年12月，李珮菁說，父母只會打她、罵她、把她當成搖錢樹。
2014年7月5日，李珮菁於臉書表示已於本年7月2日與歐陽正夷離婚，並指出這是她父母的不信任造成這樣的結果。但在離婚後，李珮菁被診斷出罹患乳癌第二期；歐陽正夷得知消息，與李珮菁於同年10月再次登記結婚。
2019年3月6日李珮菁臉書貼文表明想自殺，李的家人報案，臺北市政府警察局內湖分局警員趕到現場。李珮菁意識清楚但死意堅決，表示自己下半身不良於行40年之久，不想活了，也已經沒有辦法對世界做出貢獻。員警通報臺北市政府自殺防治中心。7日上午10時許，內湖分局員警再次獲報指李可能會自殺。臺北市議員應曉薇也到場勸阻，應曉薇表示，李珮菁自述身體長期受到連止痛藥都止不住的痛，最後在4名員警和哥哥、應曉薇勸服下就醫終止自殺。
2021年參與蔡明亮導演的公益短片《月亮 樹》。

## 主持
- 臺視《無限關懷》
- 臺視《開心俱樂部》（與康弘、黃西田主持，1978年）
- 霹靂台灣台《酸痛漫談》(現場直播，與黃鉅樺主持，2013年～)

## 外部連結
- 李珮菁的Facebook專頁
- 李珮菁國際粉絲團的Facebook專頁
- 李珮菁的美麗部落 （页面存档备份，存于）